# Boleskine House
Boleskine House è una vecchia villa, molto grande ma a un solo piano, situata in Scozia, a trenta chilometri circa dalla città di Inverness. Si trova sulla riva orientale del Loch Ness, quella meno frequentata dai numerosi turisti che ogni giorno vi si avventurano, fin da quando Mr. Wilson scattò una foto del presunto mostro di Loch Ness.

## Storia
Boleskine House ha una storia cupa e tetra che si confonde spesso con la leggenda. Vicino alla casa si trova un cimitero presso il quale si dice una volta vi sia stata anche una chiesa, sparita molto tempo fa, bruciata insieme a tutti i fedeli che vi erano intenti alla preghiera.
Ma non è questo il fatto che alimenta il fascino di Boleskine House. Dal 1899 al 1918, nella grigia abitazione visse infatti il noto occultista Aleister Crowley. Crowley era mago, simbolista e scrittore, oltre che editore del periodico The Equinox.
Da quando, nel 1920, Crowley abbandonò l'abitazione a se stessa, essa è diventata un luogo di culto e pellegrinaggio per i Telemiti e per i satanisti non laveyani. Questa frequentazione  ha alimentato leggende e dicerie su presunti sacrifici e rituali che Crowley vi avrebbe officiato, su presunti passaggi sotterranei e segreti con il vicino cimitero e sulla vicenda di un maggiordomo di casa che, impazzito, avrebbe tentato di uccidere tutta la sua famiglia.
Successivamente Crowley si trasferì nell'Abbazia di Thélema a Cefalù, finendo poi esiliato da Benito Mussolini per sospette attività antifasciste, per poi morire ad Hastings (East Sussex) nel 1947.

## Vicende successive
Boleskine House, abbandonata per molti anni all'incuria, fu acquistata nel 1970 da Jimmy Page, chitarrista dei Led Zeppelin, che ne farà la propria dimora. Page era notoriamente un ammiratore delle arti occulte ed è tuttora uno dei maggiori collezionisti degli oggetti di Crowley.
Alcuni incidenti occorsi a membri dei Led Zeppelin, culminati con la morte del figlio del cantante Robert Plant e del batterista John Bonham, avrebbero indotto Page, nel 1980, a vendere Boleskine.
Negli anni successivi Boleskine House diventerà prima un Bed & breakfast per essere infine adibita ad abitazione privata.
Alla fine del dicembre 2015 l'edificio è stato quasi completamente distrutto da un incendio, la cui natura non è stata ancora chiarita; solo l'ala Ovest della villa è sopravvissuta alle fiamme, le quali erano visibili fin dalla parte opposta del Loch Ness.